# Оксамитове розлучення

Державний герб Чеської і Словацької Федеративної Республіки, відповідно до Конституційного закону № 102/1990 про державні символи ЧСФР.

Оксамитове розлучення (чеськ. sametový rozvod) — мирний та офіційно узаконений розділ федеративної держави Чехословаччини на Чехію та Словаччину, котрий відбувся протягом 1989—1992 років після подій Оксамитової революції. Означення «оксамитовий» використовується у зв'язку із мирним характером цього процесу.

## Початок внутрішньополітичних змін
Події Оксамитової революції призвели до приходу до влади в Чехословаччині демократичних сил: чеського Громадянського форуму (ГФ) та словацької Громадськості проти насилля (ГПН). 29 листопада 1989 року з Конституції Чехословаччини вилучається стаття 4 про керівну роль Комуністичної партії Чехословаччини в державі та суспільстві. 10 грудня внаслідок домовленостей між комуністами та демократами утворюється «Уряд національного порозуміння» на чолі з Маріаном Чалфою. Аби після президентських виборів не виникла криза в чесько-словацьких відносинах, було необхідно зменшити напругу між словацьким та чеським кандидатами на президентську посаду — Дубчеком та Гавелом. Обидва політика декілька разів зустрічалися стосовно цього питання. Врешті, після виснажливих переговорів та зустрічей політичних партій за «круглим столом» вдалося досягти наступного компромісу: 28 грудня 1989 року головою Федеральних зборів Чехословаччини обрано діяча періоду «Празької весни» Александера Дубчека, а наступного дня парламент одноголосно проголосував за обрання дисидента Вацлава Гавела президентом федерації.
Оновлення законодавчих загальнофедеративних (Федеральні збори) та республіканських (Чеська національна рада, Словацька національна рада) законодавчих органів влади на період до проведення парламентських виборів відбувалася шляхом кооптації. Кооптація стартувала прийняттям 28 грудня 1989 р. Конституційного закону № 183/1989 «Про вибори нових депутатів законодавчих зібрань». Подання щодо нових парламентів мали б пропонувати політичні партії за погодженням із представниками ГФ у Чеській Соціалістичній Республіці та ГПН у Словацькій Соціалістичній Республіці.
Друга хвиля кооптації розпочалася з прийняттям 23 січня 1990 року ще одного нормативно-правового акту — Конституційного закону № 14/1990 «Про відкликання депутатів законодавчих зібрань та вибори нових депутатів національних комітетів». За ним, депутати, які в рамках розстановки політичних сил чи у зв'язку зі своєю теперішньою діяльністю не надають гарантії розвитку політичної демократії, можуть бути зняті з депутатських посад тією політичною партією, членами якої вони є. Кооптація дала змогу усунути від законодавчої діяльності найбільш яскравих прибічників соціалістичного минулого, скомпрометованих діячів періоду «нормалізації» (зокрема Мілоша Якеша, Василя Біляка, Алоіса Індри, Любомира Штроугала, ін.). Головна зміна 350-членного депутатського складу Федеральних зборів ЧССР відбулася 30 січня 1990 р. З 242 депутатів від КПЧ здало свої мандати або ж було відкликано 122 депутатів, ГФ та ГПН отримали 114 місць; безпартійним депутатам з 64 крісел було залишено 41; партії колишнього Національного фронту зберегли кількість своїх депутатських місць: Чехословацька народна партія і Чехословацька соціалістична партія — по 18, а Демократична партія з Партією свободи — по 4 місця.
Закон № 15/1990 від 23 січня 1990 року «Про політичні партії» закладав основи для створення багатопартійності в Чехословаччині. За цим законодавчим актом на політичній сцені федерації з'являлися два основних види політичної організації громадян: політичні партії та політичні рухи. Останні були більш складними політичними об'єднаннями, куди могли входити політичні партії, громадські організації та окремі громадяни. Реєстрація партій відбувалася на республіканському рівні та могла проводитися Міністерством внутрішніх справ Чеської Республіки та Міністерством внутрішніх справ та навколишнього середовища Словацької Республіки або в одній, або в обох республіках. Законом № 15 також встановлювалися, що вже існуючими партіями є партії, що входили до Національного фронту чехів та словаків за комуністичних часів та формально були незалежними політичними суб'єктами: Комуністична партія Чехословаччини, Чехословацька народна партія, Чехословацька соціалістична партія, Демократична партія, Партія свободи. За політичні рухи визнавалися дві сили, що виникли в революційні часи: ГФ та ГПН.
26 лютого 1990 року парламентом приймається Закон № 47/1990 «Про вибори до Федеральних Зборів», що встановлював нові правила проведення виборів: замість існуючої мажоритарної системи, за якою територія Чехословаччини була розділена на 200 виборчих округів і за якою від кожного з цих округів обирався депутат, встановлювалася пропорційна система. Виборець віддавав свій голос за політичну партію, за список осіб, зазначених в бюлетені. Виборець також міг скористатися правом преференцій. На виборах виборці отримували бюлетені зі списком осіб від партії. Отримавши певну кількість голосів у одному з країв республіки, партії направляли до Федеральних Зборів певну кількість осіб, відповідно до списку. Особи, що стояли у списку першими номерами мали більше шансів потрапити до парламенту, проте преференції давали змогу виборцям «просунути наверх» певних кандидатів у партійному списку. Того ж дня було прийнято ще два нормативно-правових актів: Конституційний закон № 45/1990 «Про скорочення каденції законодавчих зборів» та Конституційний закон № 46/1990 «Про зміни та доповнення до Конституційного закону про чехословацьку федерацію».За Законом № 45/1990 та за Законом № 47/1990 визначалася структура майбутнього парламенту. Вибори до Федеральних зборів повинні були відбуватися на основі пропорційної системи, мінімальний відсоток для проходження до парламенту було встановлено для партій та рухів на рівні 5 % від усіх відданих голосів в рамках однієї з республік. Термін повноважень як останніх комуністичних Федеральних Зборів, так і ЧНР та СНР, закінчувався днем нових виборів. Кількість депутатів Палати народу Федеральних зборів повинна була знизитися до 150 людей. Кількість депутатів Національних Рад повинні були встановити самі Національні Ради окремими законами.
Важливі закони, котрі стосувалися громадянських свобод — про громадські об'єднання, про право мітингу та право на подання петицій, оновлений закон про друк та цивільний кодекс — чехословацький парламент приймає 27-29 березня 1990 року.

## Дефісна війна
У перші тижні постреволюційних перетворень серед лідерів революційних сил (зокрема через позицію заступника голови ГФ Зденєка Їчинського, співавтора «соціалістичної» Конституції 1960 року за Конституційного закону про чехословацьку федерацію 1968 року) перемогла інерційна думка щодо необхідності забезпечення конституційної спадкоємності в Чехословаччині. Водночас чехословацькими політиками була проголошена необхідність прийняття нової Конституції. В умовах оновлення роботи державного механізму, країна з початку 1990 року поринає в суперечки й обговорення шляхів майбутньої реорганізації. Основні теми цих обговорень різнилися в обох чехословацьких республіках: якщо в Чехії особливо актуальними були питання сценаріїв економічної реформи та вирішення долі КПЧ, то в Словаччині пріоритетною темою стали національні інтереси й місце словацьких земель в федеративному ладі Чехословаччини. Першим проявом проблем у чесько-словацьких відносинах у постсоціалістичній Чехословаччині стали події так зв. «дефісної війни» (чесь. pomlčková válka), суперечкою щодо написання нової назви федеративної держави.
23 січня 1990 року В. Гавел представив у парламенті проєкт власних законопроєктів, які мали б бути прийняті ще до схвалення нової Конституції, та які, на його думку, повинні були узаконити основні здобутки революційного листопада 1989 р. Він запропонував законопроєкти щодо:
- зміни назви Чехословацької соціалістичної республіки, Чеської соціалістичної республіки та Словацької соціалістичної республіки;
- державних символів Чеської Республіки, Словацької Республіки та Чехословацької республіки;
- зміни назви Університету Яна Євангелісти Пуркинє в м. Брно на Університет Масарика в м. Брно;
- зміни назви «Чехословацької народної армії» на «Чехословацьку армію»[9].

Президент пропонував вилучити слово «соціалістична» з назв як федерального утворення, так і республік, назва держави мала стати «Чехословацька республіка». Бажання В. Гавела проштовхнути законопроєкти всупереч регламенту (вони не пройшли процедуру обговорення в парламентських комітетах та не були опрацьовані республіканськими національними радами) викликали незадоволення серед парламентарів. Незважаючи на бажання президента прийняти усі його законопроєкти на засіданні 22 січня, вони були відкладені А. Дубчеком на наступне засідання для того, аби пройти усі парламентські процесуальні процедури.
В країні починаються обговорення варіантів написання назви країни. Назва «Чехословацька республіка» нагадувала аналогічну за написанням назву міжвоєнної Чехословаччини, що викликало супротив у словацькій частині федерації, яка закидала чехам звинувачення у відродженні «чехословакізму». Тому словацький уряд своїм рішенням від 14 лютого 1990 року запропонував до схвалення два варіанти назви держави: «Республіка Чехо-Словаччина» та «Федерація Чехо-Словаччина». Надалі саме наявність дефісу та написання з великої літери республік федерації стали основними вимогами словацької сторони. 1 березня 1990 року СНР своєю постановою № 168 запропонував федеральному парламенту прийняти варіант назви «Федерація Чехо-Словаччина». Водночас словацький варіант асоціювався у чеського населення з періодом Другої республіки (1938—1939 рр.) та трагічним розвитком держави після підписання Мюнхенської угоди.
В. Гавел у своїх щотижневих виступах на радіо «Розмови з Лан» 11 березня 1990 р. розкритикував словацький проєкт, підмітивши, що хоч він і не спеціаліст у сфері лінгвістики, але по-перше, він не розуміє походження географічного терміну Чехія (Česko) для назви територій колишньої Корони Чеської (що це, мовляв, скоріше штучно сформований термін), по-друге написання слова «федерація» передбачає використання означення у родовому відмінку, а не в називному, а по-третє — загальноприйнятою практикою написань назв країн є констатація форми державного правління, а не форми державного устрою. Тому, 16 березня 1990 року ним було внесено на розгляд парламентарів ще одну назву «Республіка чехо-словацька». Проте і цей варіант не задовольнив словацьку сторону, так як передбачав написання назв республік з малої літери, що на думку словацьких політиків, могло б принизити становище республік в федерації.
Також словацькі політики й науковці розкритикували Гавелів герб Чехословаччини, який передбачав зображення окрім символів Чехії та Словаччини (двохвостого лева та подвійного хреста на фоні потрійній горі) також і моравської орлиці, що, на думку словацького суспільства, принижує значення Словацької республіки до рівня історичної провінції, якою була Моравія.  
29 березня 1990 року у стінах федерального парламенту розпочалося обговорення назви держави. Президент наполягав на прийнятті двох варіантів назви: або ж згадана «Республіка чехо-словацька» (законопроєкт № 305), або ж «Чехословацька федеративна республіка» (законопроєкт № 348) Третій варіант написання — «Федерація Чеської та Словацької республіки» — був запропонований групою парламентарів з ГФ, ГНП, Чехословацької народної партії, Партії свободи, Демократичної партії та словаками-комуністами (законопроєкт № 334). В ході обговорення прозвучала й така думка майбутнього чеського президента, тогочасного федерального парламентаря Мілоша Земана:

| Існує країна, яка має назву Велика лівійська арабська народна демократична джамахерія. Підозрюю, що не існує показової позитивної кореляції між довжиною назви країни та задоволення її населення. Існує держава, яка називається Канада. Це – первинно індіанська назва, і хоча індіанців у Канаді живе мало, не з’явився варіант Англо-французький північноамериканський домініон. [...] Що я цим хочу сказати? Кажу, що не існує виразного позитивного зв’язку між назвою держави та її рівнем, скоріше навпаки – як ми це можемо побачити в назвах деяких країн – пихаті назви можуть скоріше приховувати несвободу. |
| |

Депутат від ГФ, рок-виконавець Міхаель Коцаб заявив, що хоч і підтримує варіант «Чехословацька федеративна республіка», проте готовий голосувати навіть за дуже альтернативну назву держави — «Славія». Деякі народні обранці з Моравії відкидали прийняття президентського законопроєкту № 305, бо в ній фігурувало слово «чехо-» і нічого не нагадувало про Моравію.
В ході першого кола голосування жоден із законопроєктів не отримав необхідної підтримки в обох палатах. У своїх споминах В Гавел згадує, що після неприйняття Федеральними Зборами його варіанту назви держави, він направив А. Дубчеку листа про свою відставку, а також погрожував, що обов'язково піде з поста Президента, якщо до кінця дня не буде прийнято офіційну назву. Відтак того ж дня відбулося повторне голосування за законопроєкт № 348, котрий врешті було прийнято. Країна отримала офіційну назву: «Чехословацька федеративна республіка». Одночасно з прийняттям у Празі закону, в Братиславі перед будівлею СНР зібралася декілька сотень протестувальників, котрі були незадоволені прийняттям такої назви.
Вже на наступний день, 30 березня, як словацький уряд, так і СНР висловили занепокоєння з приводу прийняття Закону № 81 та неповаги до рішення СНР щодо прийняття назви «Федерація Чехо-Словаччина». Голова словацького уряду Мілан Чич виступив із зверненням на словацькому телебаченні. Цими інституціями було запропонована зустріч президій трьох парламентів та урядів  для розгляду даного питання. Аналогічну позицію зайняли словацькі культурно-просвітницькі організації: «Товариство Штура» та «Матиця словацька». Посилилася критика з боку словацького суспільства на адресу федеральних депутатів руху ГПН, що частиною населення почали вважатися за зрадника національних словацьких інтересів. В неспокійній атмосфері почалося зростання популярності Словацької національної партії — правої сили, яка від самого свого початку існування виступала за повну самостійність Словаччини. Відбувалися процеси радикалізації й серед чеського населення, яке не розуміло вимог словаків щодо дефісу, як обов'язкового елементу назви. 2 квітня 1990 року ГФ та ГПН були змушені оголосити спільну відозву до громадян, в якій вони просили зберігати спокій та обіцяли, що найближчим часом назва буде заново обговорена у ФЗ.
В такій напруженій ситуації В. Гавел вирішує зібрати в своїй заміській резиденції Лани основних політичних гравців для остаточного вирішення філологічного питання. 6 квітня 1990 року до замку в Ланах вирушили голова ФЗ А. Дубчек, федеральний прем'єр М. Чалфа, віце-прем'єр Я. Чарногурський, голова ЧНР Я. Шафарик, голова СНР Р. Шустер, чеський прем'єр П. Пітгарт, словацький прем'єр М. Чіч, віце-голова ЧНР Я. Мосерова, перший віце-голова СНР Я. Будай, перший віце-прем'єр ЧР Ф. Влашек, заступники голови ФЗ Й. Станк та Й. Бартончик, міністр юстиції СР Л. Коштя, радник президента Й. Кржижан, депутати ФЗ Й. Лангош, П. Кучера та К. Стоме, директор Інституту чеської мови Ф. Данеш та керівник секретаріату ФЗ О. Ярош. За результатами цієї зустрічі було погоджено нову компромісну назву держави, котра втілилася у черговий законопроєкт № 371.
20 квітня 1990 року Федеральні збори прийняли Конституційний закон № 101, який встановив офіційну назву держави «Чеська та Словацька Федеративна Республіка» (чеськ. Česká a Slovenská Federativní Republika, слов. Česká a Slovenská Federatívna Republika).

## Парламентські вибори 1990 року

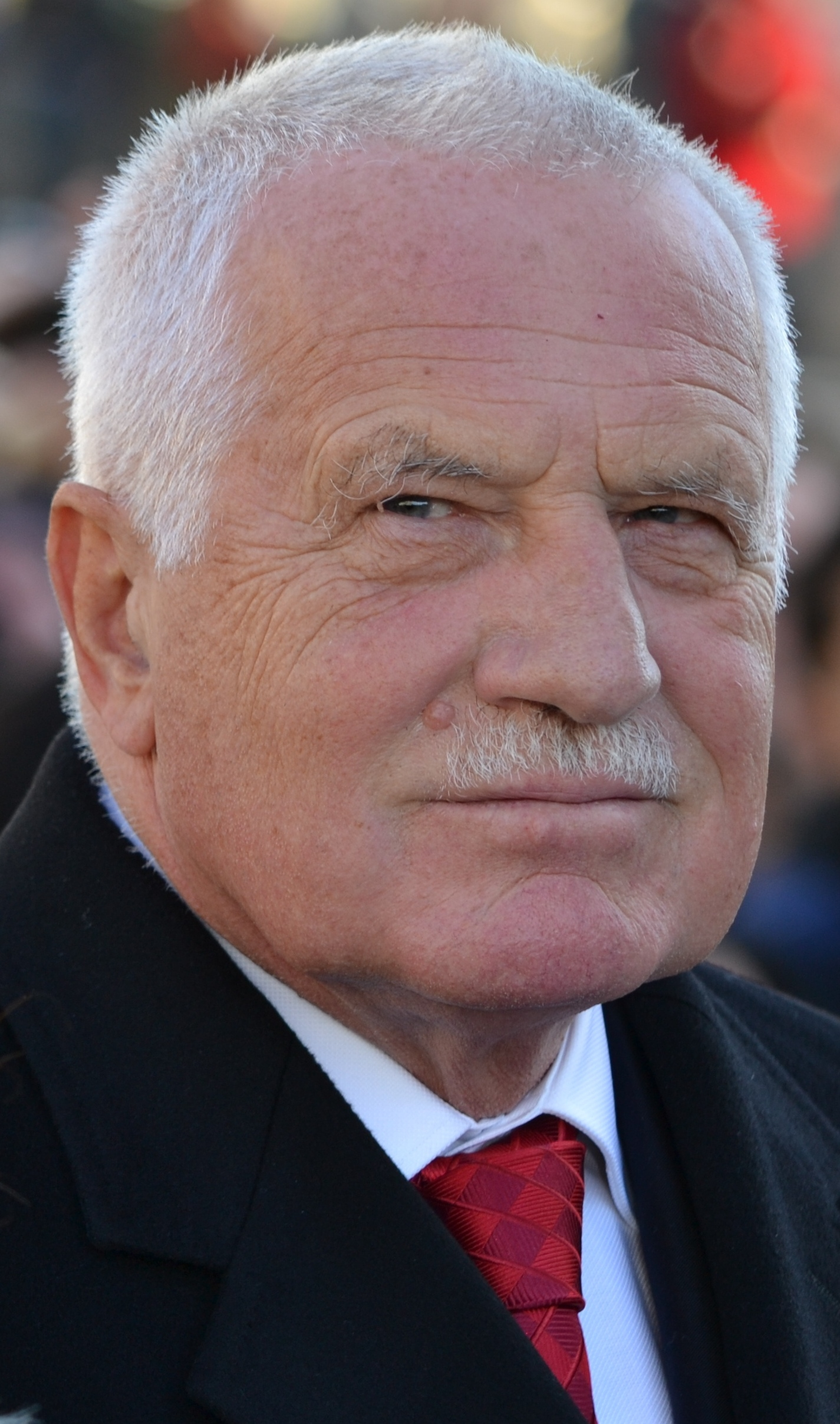
Вацлав Клаус

8-9 червня 1990 року в Чехословаччині відбуваються вибори до Федеральних Зборів, Чеської національної ради та Словацької національної ради. Їх результати виявилися наступними:
| Політична сила                                                  | Чехія               | Чехія              | Словаччина          | Словаччина         |
| Політична сила                                                  | Отримані голоси у % | Кількість мандатів | Отримані голоси у % | Кількість мандатів |
| --------------------------------------------------------------- | ------------------- | ------------------ | ------------------- | ------------------ |
| Громадянський форум                                             | 53.15               | 68                 |                     |                    |
| Комуністична партія Чехословаччини                              | 13.48               | 15                 | 13.81               | 8                  |
| Рух за самоврядну демократію — Об'єднання за Моравію та Сілезію | 7.89                | 9                  |                     |                    |
| Християнсько-демократичний союз                                 | 8.69                | 9                  |                     |                    |
| Громадськість проти насилля                                     |                     |                    | 32.54               | 19                 |
| Співжиття і угорський Християнсько-демократичний рух            |                     |                    | 8.58                | 5                  |
| Словацька національна партія                                    |                     |                    | 10.96               | 6                  |
| Християнсько-демократичний рух                                  |                     |                    | 18.98               | 11                 |

| Політична сила                                                  | Чехія               | Чехія              | Словаччина          | Словаччина         |
| Політична сила                                                  | Отримані голоси у % | Кількість мандатів | Отримані голоси у % | Кількість мандатів |
| --------------------------------------------------------------- | ------------------- | ------------------ | ------------------- | ------------------ |
| Громадянський форум                                             | 49.96               | 50                 |                     |                    |
| Комуністична партія Чехословаччини                              | 13.80               | 12                 | 13.43               | 12                 |
| Рух за самоврядну демократію — Об'єднання за Моравію та Сілезію | 9.10                | 7                  |                     |                    |
| Християнсько-демократичний союз                                 | 8.75                | 6                  |                     |                    |
| Громадськість проти насилля                                     |                     |                    | 37.28               | 33                 |
| Співжиття і угорський Християнсько-демократичний рух            |                     |                    | 8.49                | 7                  |
| Словацька національна партія                                    |                     |                    | 11.44               | 9                  |
| Християнсько-демократичний рух                                  |                     |                    | 16.66               | 14                 |

| Політична сила                                                  | Чеська національна рада | Чеська національна рада | Словацька національна рада | Словацька національна рада |
| Політична сила                                                  | Отримані голоси у %     | Кількість мандатів      | Отримані голоси у %        | Кількість мандатів         |
| --------------------------------------------------------------- | ----------------------- | ----------------------- | -------------------------- | -------------------------- |
| Громадянський форум                                             | 49.50                   | 127                     |                            |                            |
| Комуністична партія Чехословаччини                              | 13.24                   | 32                      | 13.35                      | 22                         |
| Рух за самоврядну демократію — Об'єднання за Моравію та Сілезію | 10.03                   | 22                      |                            |                            |
| Християнсько-демократичний союз                                 | 8.42                    | 19                      |                            |                            |
| Демократична партія                                             |                         |                         | 4.40                       | 7                          |
| Партія зелених                                                  |                         |                         | 3.49                       | 6                          |
| Громадськість проти насилля                                     |                         |                         | 29.39                      | 48                         |
| Співжиття і угорський Християнсько-демократичний рух            |                         |                         | 8.66                       | 14                         |
| Словацька національна партія                                    |                         |                         | 13.94                      | 22                         |
| Християнсько-демократичний рух                                  |                         |                         | 19.21                      | 31                         |

Після проведення виборів відбулося формування нових президій федерального та республіканських парламентів, формування нового складу урядів. Головою ФЗ було знову обрано А. Дубчека, його першим заступником — З. Їчинського. Головою ЧНР стає Д. Бурешова, а головою СНР — Ф. Міклошко. Федеральний уряд знову очололює М. Чалфа, чеським та словацьким прем'єрами стають відповідно П. Пітгарт й В. Мечіар (з квітня 1991 року — Я. Чарногурський). 5 липня 1990 року ФЗ обирають В. Гавела президентом Чехословаччини. Усі вищі державні посади мали дворічний термін повноважень. За цей час новообрані Федеральні збори мали вирішити одне із найголовніших завдань — віднайти оптимальну модель співжиття чехів та словаків у складі одного державного утворення. По суті, мова йшла про перебудову федеративного ладу, який надалі мав бути зафіксований у новій Конституції. 18 вересня 1990 р. на спільному засідання обох палат парламенту було обговорено питання щодо Адміністрації з підготовки нової конституції ЧСФР та схвалено проєкт щодо створення Комісії з підготовки нової Конституції ЧСФР, яку очолив новообраний голова Федеральних зборів А. Дубчек та до якої було обрано по 7 депутатів від кожної палати. Фактично Федеральні збори 6-го скликання (1990—1992) мали функції Установчих (чеськ.— ústavodárné) зборів.
Протягом кінця 1990 — поч. 1991 року внаслідок внутрішньопартійних суперечок відбувається розкол в основних чехословацьких політичних силах. На з'їзді 23 лютого 1991 року ГФ розколюється на Громадянську демократичну партію (ГДП, лідер Вацлав Клаус) та Громадський рух (неформальний лідер міністр закордонних справ ЧСФР Їржі Дінстбір). 5 березня 1991 року частина партійців ГПН на чолі зі словацьким прем'єром Владимиром Мечіаром утворюють політичну платформу Громадськість проти насилля — За демократичну Словаччину. На з'їзді в Банській Бистриці 22 червня 1991 року платформа була перетворена на Рух за демократичну Словаччину (РЗДС). 4 листопада 1991 року КПЧ розділяється на чеську Комуністичну партію Чехії і Моравії та словацьку Партію демократичних лівих.

## Питання щодо республіканських компетенцій
Черговим виявом чесько-словацького національного загострення стала суперечка щодо законодавчого визначення сфери компетенцій республіканських та федеральних органів влади. Словацька політична еліта підтримувала ідею «федерації, збудованої знизу», за якою первинними носіями суверенітету, а відповідно і усіх компетенцій, були республіки, котрі частину своїх компетенцій, по взаємній домовленості, мали передати федеральним органам. На противагу словацькій, чеська концепція виходила з позиції функціональної федерації, а тому для неї було пріоритетним визначення федеральних компетенцій, шляхом прийняття спочатку федеральної Конституції, а згодом конституцій республік, які мали б базуватися на тексті основного закону федерації.

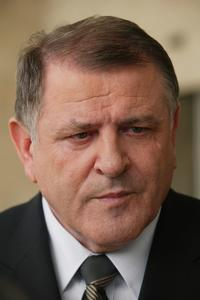
Владимир Мечіар

8-9 серпня 1990 року в курортному словацькому містечку Тренчанське Тепліце відбулася зустріч прем'єрів В. Мечіара та П. Пітгарта, де було обговорено шляхи подальшого посилення республіканських повноважень.
28 жовтня, в чергову річницю утворення Чехословаччини, в Славкові відбувається чергова зустріч вищих державних посадовців ЧСФР. Окрім голів урядів та парламентів у зібранні взяли учать лідери переможних рухів: В Клаус (ГФ) та Ф. Гал (ГПН). Чеська сторона заявила про прагнення зберегти єдність держави, розуміючи федерацію як перерозподіл компетенцій, при чому критерієм вважалась функціональність держави. Це значило, що певне коло повноважень (зовнішня політика, оборона, фінанси) мали б залишитися у компетенції федеральних органів влади. Словацька ж сторона підтримувала федерацію, в котрій вирішальними були компетенції республіканських органів влади. Переговори продемонстрували неможливість досягнення угоди, оскільки обидві сторони базували свої позиції на різних філософських підходах.
11 грудня 1990 року, пройшовши довгий етап обговорення як республіканськими радами, так і громадськістю обох республік, Федеральні збори врешті розпочали обговорення законопроєктів щодо розподілу компетенцій між федеральним центром та республіками. Для обговорення було надано законопроєкт № 315 (словацький варіант), законопроєкт № 316 (чеський варіант) та законопроєкт № 369 (документ напрацьований конституційними комітетами обох палат федерального парламенту). Врешті 12 грудня 1990 року закон було прийнято: у Палаті Народу 117 голосів «за», у чеській частині Палати Націй — 58, у словацькій — 62. Закон вступав у дію з початку 1991 року.  
Конституційний закон № 556/1990 про внесення змін та доповнень до Конституційного закону № 143/1968 про чехословацьку федерацію був за своєю суттю компромісом між чеським та словацьким проєктами, але в ньому виразно домінували словацькі вимоги, так як він сильно обмежував діяльність федеральних органів. За ним:
- ліквідовано право федерального уряду відміняти розпорядження урядів республіканських;
- ліквідовано сферу так званої спільної компетенції федерацій та республік, практично усі ці компетенції перейшли у сферу компетенцій республік, тим самим позбавивши федерацію таких компетенцій, як сільське господарство, транспорт, поліція;
- чехословацька економіка ставала інтеграцію двох національних економік, які були самостійними, проте реалізуються в рамках єдиного ринку та єдиної валюти при вільному обігу робочої сили, товарів та капіталу;
- республіки своїми законами могли переводити свою республіканську власність у власність місцевих громад;
- Державний банк Чехословаччини та валютна політика залишилася єдиною, проте сам банк ділився на дві установи: Державний банк для Чеської республіки та Державний банк для Словацької республіки;
- зовнішня політика залишалася у сфері діяльності федеральних органів, проте республіки могли укладати, самостійні угоди з федеральними частинами інших держав у сфері торгівлі, економіки, культури, науки, освіти, охорони здоров'я та спорту[30].

Чеська сторона вважала закон про компетенції максимальною поступкою, у той же час словацька сторона — як перший крок на шляху до вільного чехо-словацької співдружності.

## Проблема прийняття Конституцій та міждержавної угоди
Наступним етапом чехо-словацьких суперечок стало питання прийняття нової федеративної та республіканських Конституцій, а також проблема укладання міждержавної угоди між Чехією та Словаччиною, котра на думку словацьких політиків мала б передувала прийняттю текстів Основних законів.

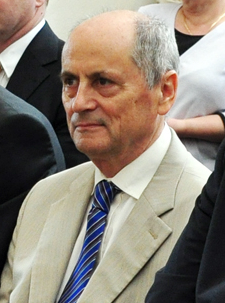
Ян Чарногурський

Ідея необхідності прийняття Державного договору про створення єдиної держави, котрий буде передувати прийняттю Конституцій, була озвучена 20 листопада 1990 року на засіданні СНР В. Мечіаром. На початку наступного 1991 року ініціатором прийняття такого договору стає лідер словацьких християнських демократів, прем'єр Словаччини у 1991-1992 роках Ян Чарногурський. На його переконання укладанню будь-яких конституційних актів мало передувати прийняття Державної угоди між Чеською та Словацькими Республіками, котрі таким чином мали б продемонструвати свою воли жити у спільній державі. Федерація, таким чином, мала б утворитися "знизу", з волі самого чеського й словацького населення. Я. Чарногурський не приховував, що його кінцевою ціллю є повна незалежність Словаччини, що має бути проголошена після вступу оновленої Чехословацької федерації до Європейського Союзу. Чеська сторона оцінювала майбутній чехо-словацький договір як формальну політичну декларацію, яка не несе жодної правової відповідальності.
Протягом усього 1991 року за ініціативи президента В. Гавела відбулася низка нарад та зустрічей чеської та словацької сторони. Ці зустрічі переважно відбувалися у різних чехословацьких старовинних замках (в Ланах, Будмеріцях, Кромержижі), тому цей етап оксамитового розлучення дістав назву в чеській пресі "подорожі по градах і замках". Зустрічі так і не привели до прийняття конструктивного діалогу. Новоутворений Конституційний суд ЧСФР не зміг зупинити політичну кризу, бо словацькі політики відмовлялися визнавати його повноваження при врегулюванні цих питань.
18 липня 1991 року ФЗ приймають Конституційний закон №327/1991 про референдум, відповідно до якого спільна держава чехів та словаків мала зникнути виключно за результатами народного волевиявлення жителів однієї з республік. Проте закон відкрив ще один проблемний момент: формулювання запитання для референдуму мали погодити депутати. В. Гавел, виступаючи 17 листопада 1991 року на чехословацькому телебаченні, розповів, що подав до ФЗ низку власних законопроєктів, що дозволяли б йому оголошувати референдум без згоди ФЗ, розпускати федеральний парламент і тимчасово керувати державою шляхом видання декретів. Також Палату націй ФЗ мала замінити 30-членна Федеральна рада, котра засідала б в Братиславі. Не маючи після розпаду ГФ і ГПН пропрезидентської більшості у ФЗ, законопроєкти так і не були прийняті.
5 вересня президії ЧНР та СНР домовилися, що спробують запропонувати депутатам республіканських парламентів спільно вироблений проєкт державної угоди.
Протягом другої половини 1991 року в Словаччині посилився вплив партій, що виступали за конфедеративний лад: РЗДС, Партії демократичних лівих, християнсько-демократичного руху, Партії зелених. Чеська сторона не розглядала можливість утворення чехословацької конфедерації, виступаючи за два можливі варіанти: або функціональна федерація, або можливий розділ держави.
14 березня 1991 року під час офіційної поїздки В. Гавела до Братислави президенту довелося втікати з площі Словацького національного повстання від агресивно налаштованого натовпу. А 28 жовтня 1991 року під час виступу в словацькій столиці його було закидано яйцями. 3 листопада за ініціативи В. Гавела відбулася чергова нарада на президентській дачі в Градечку, де була презентовано президентський проєкт Договору та визначено план прийняття трьох конституцій. Крайньою датою цього мало стати 1 травня наступного року.
Врешті результатом майже річних переговорів, нарад та суперечок стало погодження проєкту міждержавної угоди, підтриманого експертами та представниками парламентів та урядів 8 лютого 1992 року на черговому зібранні чехословацьких політиків 3-8 лютого 1992 року на хуторі Мілови, неподалік Ждяра-над-Сазавою. Текст Міловської угоди складався з 4 розділів та 35 статей. В преамбулі констатувалося, що народ Чеської Республіки, та народ Словацької Республіки, репрезентований своїми депутатами в ЧНР та СНР погодили основи спільної держави. Термін "спільна держава" використовувався в тексті документу як компроміс словацькій стороні, котра вважала поняття "федерація" скомпрометованим. Конституція спільної держави хоч і мала бути основою спільної держави, проте мала базуватися на угоді, зміни до Конституції могли прийматися лише після погодження з національними радами. Обидві національні ради, в свою чергу, зобов'язувалися поважати Міловську угоду та спільно звернутися до ФЗ, щоб до моменту прийняття нової конституції спільної держави вони базували свою діяльність на тексті угоди. Міловська угода підлягала схваленню обома національними радами та мала бути заразом з майбутньою конституцією спільної держави єдине ціле.
12 лютого 1992 року президії СНР не вистачило одного голосу (10 - за, 10 - проти), щоб погодити текст Міловської угоди. Відтак, документ так і не було включено до порядку денного СНР. Крах ідеї прийняття угоди остаточно підтвердило звернення Чеської національної ради 5 березня 1992 року, що подальші перемовини зі словацькою стороною не мають жодного сенсу. Президії національних рад домовилися про те, що подальші перемовини про основи чехо-словацької спільної держави вестимуть переможці майбутніх парламентських виборів червня 1992 року.

## Парламентські вибори 1992 року
5-6 червня 1992 року в Чехословаччині відбуваються вибори до Федеральних Зборів, Чеської національної ради та Словацької національної ради. Їх результати виявилися наступними:
| Політична сила                                                      | Чехія               | Чехія              | Словаччина          | Словаччина         |
| Політична сила                                                      | Отримані голоси у % | Кількість мандатів | Отримані голоси у % | Кількість мандатів |
| ------------------------------------------------------------------- | ------------------- | ------------------ | ------------------- | ------------------ |
| Чехословацька соціал-демократична партія                            | 7.67                | 10                 |                     |                    |
| Ліберально-соціальний союз                                          | 5.84                | 7                  |                     |                    |
| Об'єднання за республіку — Республіканська партія Чехословаччини    | 6.48                | 8                  |                     |                    |
| Християнсько-демократичний союз — Чехословацька народна партія      | 5.98                | 7                  |                     |                    |
| Лівий блок                                                          | 14.27               | 19                 |                     |                    |
| Громадянська демократична партія — Християнсько-демократична партія | 33.90               | 48                 |                     |                    |
| Рух за демократичну Словаччину                                      |                     |                    | 33.53               | 24                 |
| Угорський Християнсько-демократичний рух                            |                     |                    | 7.37                | 5                  |
| Словацька національна партія                                        |                     |                    | 9.39                | 6                  |
| Християнсько-демократичний рух                                      |                     |                    | 8.96                | 6                  |
| Партія демократичних лівих                                          |                     |                    | 14.44               | 10                 |

| Політична сила                                                      | Чеська Республіка   | Чеська Республіка  | Словацька Республіка | Словацька Республіка |
| Політична сила                                                      | Отримані голоси у % | Кількість мандатів | Отримані голоси у %  | Кількість мандатів   |
| ------------------------------------------------------------------- | ------------------- | ------------------ | -------------------- | -------------------- |
| Чехословацька соціал-демократична партія                            | 6.80                | 6                  |                      |                      |
| Ліберально-соціальний союз                                          | 6.06                | 5                  |                      |                      |
| Об'єднання за республіку — Республіканська партія Чехословаччини    | 6.378               | 6                  |                      |                      |
| Християнсько-демократичний союз — Чехословацька народна партія      | 6.08                | 6                  |                      |                      |
| Лівий блок                                                          | 14.48               | 15                 |                      |                      |
| Громадянська демократична партія — Християнсько-демократична партія | 33.43               | 37                 |                      |                      |
| Рух за демократичну Словаччину                                      |                     |                    | 33.85                | 33                   |
| Угорський Християнсько-демократичний рух                            |                     |                    | 7.39                 | 7                    |
| Словацька національна партія                                        |                     |                    | 9.35                 | 9                    |
| Християнсько-демократичний рух                                      |                     |                    | 8.81                 | 8                    |
| Соціал-демократична партія Словаччини                               |                     |                    | 6.09                 | 5                    |
| Партія демократичних лівих                                          |                     |                    | 14.04                | 13                   |

| Політична сила                                                      | Чеська національна рада | Чеська національна рада | Словацька національна рада | Словацька національна рада |
| Політична сила                                                      | Отримані голоси у %     | Кількість мандатів      | Отримані голоси у %        | Кількість мандатів         |
| ------------------------------------------------------------------- | ----------------------- | ----------------------- | -------------------------- | -------------------------- |
| Громадянсько-демократичний альянс                                   | 5.93                    | 14                      |                            |                            |
| Чехословацька соціал-демократична партія                            | 6.53                    | 16                      |                            |                            |
| Рух за самоврядну демократію — Об'єднання за Моравію та Сілезію     | 5.87                    | 14                      |                            |                            |
| Християнсько-демократичний союз — Чехословацька народна партія      | 6.28                    | 15                      |                            |                            |
| Ліберально-соціальний союз                                          | 6.52                    | 16                      |                            |                            |
| Об'єднання за республіку — Республіканська партія Чехословаччини    | 5.98                    | 14                      |                            |                            |
| Лівий блок                                                          | 14.05                   | 35                      |                            |                            |
| Громадянська демократична партія — Християнсько-демократична партія | 29.73                   | 76                      |                            |                            |
| Рух за демократичну Словаччину                                      |                         |                         | 37.26                      | 74                         |
| Партія демократичних лівих                                          |                         |                         | 14.70                      | 29                         |
| Угорський Християнсько-демократичний рух                            |                         |                         | 7.42                       | 14                         |
| Словацька національна партія                                        |                         |                         | 7.93                       | 15                         |
| Християнсько-демократичний рух                                      |                         |                         | 8.89                       | 18                         |

## Курс на розділ
7 червня 1992 року президент В. Гавел, відповідно до результатів виборів, доручив формування нового складу федерального уряду лідеру ГДП В. Клаусу. На наступний день у м. Брно відбулася нарада між В. Клаусом та В. Мечіаром. Лідер ГЗДС пропонував утворити конфедерацію, в котрій обидві республіки мали б власні емісійні банки і власну міжнародно-правову суб'єктність, зокрема мали право на дипломатичне представництво. ГДП таку пропозицію відкинуло, з аргументацією, що така держава не буде єдиною, а скоріше «словацька самостійність з чеською страховкою». В. Клаус відмовляється очолювати федеральний і починає формування чеського республіканського уряду. 20 червня у Братиславі укладена «політична угода», яка констатувала, що ГДП та РЗДС не змогли домовитися про державно-правовий лад, а усілякі проблеми вони мали врегулювати «конституційним шляхом» до 30 вересня.
Президія СНР 24 червня 1992 року, за підтримки комуністичної Партії демократичних лівих, призначила словацький уряд на чолі з В. Мечіаром, в котрому більшість крісел отримали представники РЗДС. Чеський уряд на чолі з прем'єром В. Клаусом було призначено президією ЧНР 2 липня. У той же день у складі 10 міністрів призначається федеральний уряд, котрий очолив Ян Страський. Тенденція до розділу держави посилилася після того, як 3 липня ФЗ провалили президентське голосування за В. Гавела, передусім через незгоду РЗДС та словацьких націоналістів. 17 липня СНР голосами депутатів від РЗДС, Словацької національної партії та Партії демократичних лівих приймає Декларацію про суверенітет Словацької Республіки. Того ж дня В. Гавел, виступаючи перед громадянами на телебаченні, оголошує про свою відставку з поста президента Чехословаччини, зазначивши:

| Обов’язки, які пов’язані з прийняттям присяги перед суспільством Чеської і Словацької Федеративної Республіки та її Конституції, я не можу виконувати повною мірою, яка б відповідала моїм устоям, уявленням та совісті. Я не можу нести відповідальність за розвиток подій, на який перестаю мати вплив. |
| |

Програму розділу ЧСФР чеський та словацький прем'єри погоджують на зустрічі на віллі Тугендгарт у м. Брно 26 серпня 1992 року. 1 вересня словацький парламент ухвалює Конституцію Словаччини як незалежної держави.
Спільне засідання обох республіканських урядів 10-11 жовтня 1992 р. в замку Колодєє було присвячено підготовці двосторонніх міжнародних договорів та угод, які повинні були врегулювати нові відносини між двома незалежними державами. Ці договори повинні були наперед визначити основу двосторонніх зв'язків між Чехією та Словаччиною. Чеський уряд підготував 10 договорів, словацький — 6. Договори стосувалися митної унії, валютної унії, угоди про співпрацю в сфері охорони здоров'я, соціальних питаннях, співпраці судів, вживання мов, правової охорони, безпеці, розмежування державних кордонів. Словацький уряд пропонував розширити договори і на сфери оточуючого середовища, освіти, культури та приватизації. Обидві сторони констатували той факт, що між ними не існує жодних територіальних суперечок.
13 листопада 1992 року ФЗ приймають Конституційний закон № 541/1992 про розділ власності ЧСФР та його переходу у власність ЧР та СР, котрий встановлював поділ федеративної економіки між Чехією та Словаччиною у співвідношенні 2:1. 23 листопада у Братиславі обидві республіки підписують Договір про добросусідство, дружні стосунки та співпрацю. У ній була визначені основні права та обов'язки громадян однієї держави на території іншої, підтверджувалися існуючі кордони, а також декларувалася можливо допомога у випадку нападу на одну із республік. Угода була укладена на 15 років з подальшою пролонгацією на 5 років, якщо якась із сторін від неї не відмовиться.

## Ухвалення Закону про припинення існування ЧСФР
Розділу Чехословаччини за планами переможних у виборах 1992 р. політичних партій заважав діючий Конституційний закон № 327/1991 про референдум, без проведення якого розпад Чехословаччини був просто незаконний. За 2-м абзацом статті 1 у випадку виходу Чеської Республіки чи Словацької Республіки зі складу ЧСФР необхідно було обов'язково провести загальнодержавний референдум. Тому федеральний уряд запропонував на початку вересня 1992 р. Федеральним Зборам проєкт Конституційного закону про способи припинення існування ЧСФР, який передбачав чотири можливі способи ліквідації Чехословаччини:
1. декларація Федеральних Зборів, схваленою Конституційним законом;
2. угода обох Національних Рад;
3. референдум на основі Конституційного закону Федеральних Зборів або ж Конституційного закону однієї чи обох Національних Рад республік;
4. вихід однієї республіки зі складу федерації[50].

Проєкт цього закону на своїй 4-й сесії 1 жовтня 1992 року федеральний парламент так і не ухвалив.
Того ж 1 жовтня ФЗ ухвалили Постанову № 58 про створення Комісії для підготовки перетворення федерації на Чехо-Словацьку Унію за проєктом М. Земана. Для її ухвалення було достатньо простої, а не кваліфікованої більшості депутатів ФЗ. Окрім створення Комісії, Постанова формувала дев'ять основних засад майбутнього державного утворення. Основною ціллю Унії було пришвидшення трансформаційних процесів в Чехії та Словаччини, щоб якнайшвидше приєднатися до Європейського Союзу. З моменту вступу країн до цієї структури існування Унії припинялося, а діяльність унійних органів влади передавалося відповідним утворенням ЄС. Республіканські органи визначали й передавали компетенції конфедеративної влади. Державними органами Чехо-Словацької Унії визначалися наступними: Президент, Рада Унії, Парламент Унії. У складі Ради повинні були утворитися Комітети відповідно до потреб координації основних напрямків конфедеративної діяльності: економічної, соціальної, екологічної, оборонної, закордонної політики. Парламент мав право видавати Закони, які будуть чинними на території усієї Унії, проте виключно у випадку їх ратифікації Національними Радами. Постанову підтримано в тому числі за рахунок голосів словацьких депутатів від РЗДС.
На черговій зустрічі 6 жовтня 1992 року в Їглаві В. Клаус пригрозив словакам, що у випадку незгоди РЗДС зі швидким та організованим поділом держави, ЧНР на наступній позачерговій сесії одноосібно проголосить незалежність Чеської Республіки. На цій же зустрічі чеська сторона остаточно заявила про свою незгоду з існуванням будь-якого спільного зі словаками державного утворення: федерації, унії чи конфедерації.
17 листопада 1992 року чеський та словацький парламенти санкціонували ухвалення законопроєкту ФЗ, котрий мав узаконити розділ федерації. Наступного дня перше голосування за цей проєкт у ФЗ провалилося, розгляд питання перенесли на 24 листопада. Проте обговорення законопроєкту не відбулося й 24-го числа, бо у зв'язку із поганими погодними умовами словацькі депутати не змогли прилетіти до Праги на сесію.
Нарешті, 25 листопада 1992 року з мінімально необхідними голосами ухвалили Конституційний закон № 542/1992 про припинення існування ЧСФР, відповідно до якого останнім днем існування держави чехів та словаків вважалася дата 31 грудня 1992 р. 1 січня 1993 р. на світовій політичній карті світу виникають дві нові незалежні держави: Чеська Республіка та Словацька Республіка. Конституційний закон, котрий складався з дев'яти статей, містив низку важливих положень, які фіксували правову безперервність функціонування державних органів та порядок спадкування основних функцій законодавчої, виконавчої та судової влади. Депутати, обрані до Федеральних Зборів, мали б стати депутатами відповідних Національних Рад, проте умови цього переходу встановлювали закони республік. Правонаступниками уряду Чехословаччини ставали уряди республік, а Верховного суду Чехословаччини — Верховні суди республік. Вони ж ставали правонаступниками федерального Конституційного суду. Відповідно до Закону з припиненням існування Чехословаччини припинялося існування збройних сил федерації. 2-й абзац статті 3 вказував на неможливість використання державами-правонаступниками державних символів ЧСФР.  Схвалення цього законодавчого акту було позитивним сигналом для інших держав, який вказував на мирний характер розділення федерації.
16 грудня 1992 року ЧНР ухвалює Конституцію Чехії.

## Ставлення населення до розділу держави
Незважаючи на зміну політико-економічного курсу країни, більшість населення, і чехів, і словаків, було не готове до національного самовизначення, що підтвердили результати опитування, проведеного в той час. Проте, доля країни опинилася в руках політиків, які розпорядилися інакше. Окремі жителі прикордонних областей з обох сторін нового кордону негативно ставилися до розділу країни.